# Waldimkerei Bremerhagen

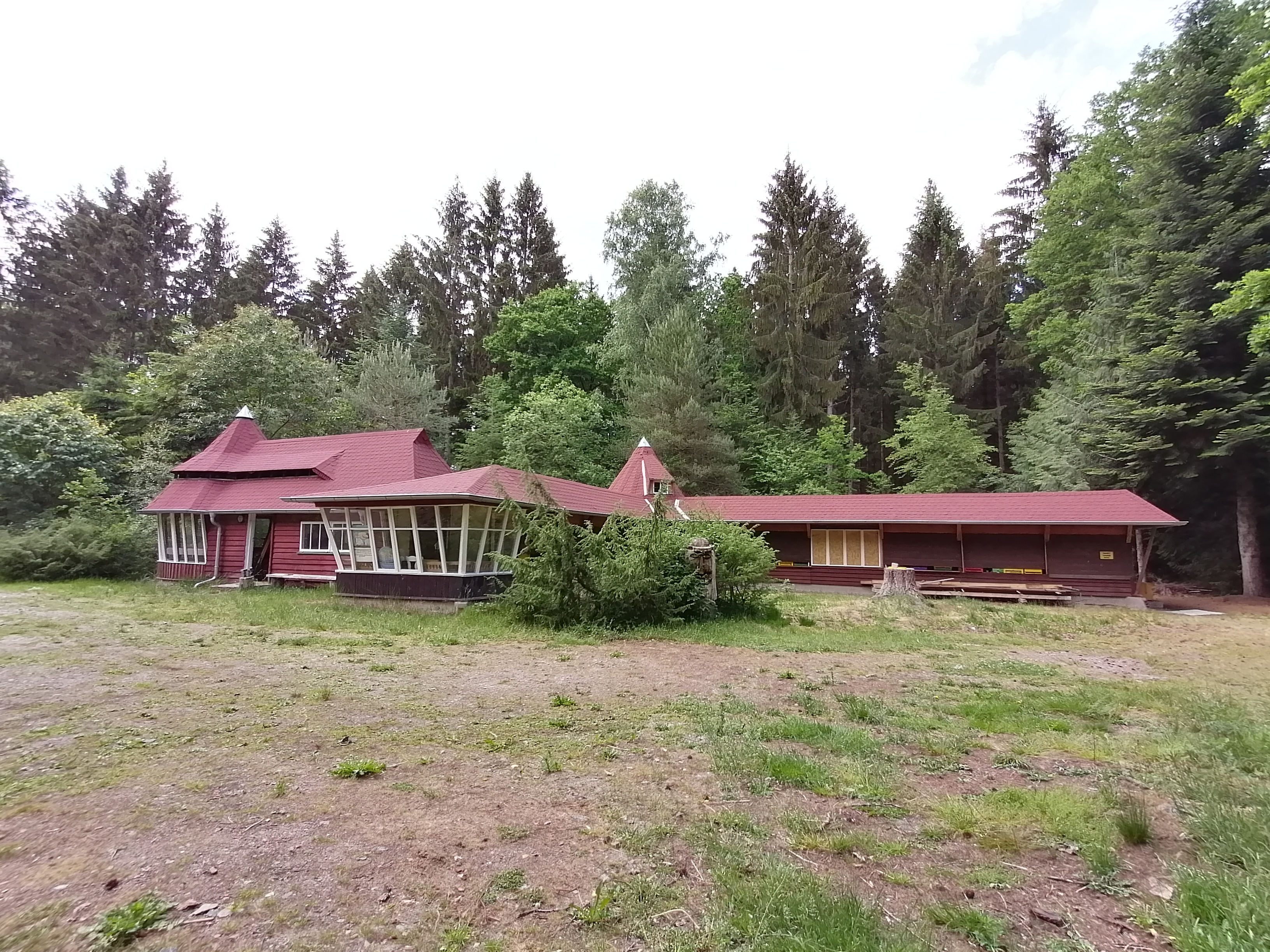
Hauptgebäude der Waldimkerei Bremerhagen im sanierten Zustand, Sommer 2020

Die Waldimkerei Bremerhagen ist eine Liegenschaft der Landesforst Mecklenburg-Vorpommern im Forstamt Poggendorf.

## Lage
Die Waldimkerei Bremerhagen befindet sich im Bundesland Mecklenburg-Vorpommern innerhalb des Landkreises Vorpommern-Rügen. Die kleine Ortschaft Bremerhagen, unweit dieser die Imkerei liegt, gehört der Gemeinde Sundhagen an.
In einem größeren Waldkomplex von ca. 700 Hektar Größe, deren Zuständigkeit beim Forstamt Poggendorf der Landesforst MV liegt, befindet sich ein in den 1960er Jahren entstandener Naturlehrpfad. Direkt an diesem gelegen findet man die Waldimkerei.

## Geschichte
Auf einer etwas unter einem halben Hektar großen Fläche des Bremerhäger Waldgebietes wurde im Jahre 1959 eine Imkerei erbaut. Diese wurde in den Folgejahren baulich um zwei Nebengebäude erweitert. Das mit vielen Fenstern und einem Reetdach ausgestattete Holzgebäude diente der forstlichen Nebenproduktion von Bienenerzeugnissen und zeitweise der Ausbildung von Imkerlehrlingen.
Zwischen 1960 und 1990 wurden hier bis zu 120 Bienenvölker von einem fest eingestellten Imkermeister bewirtschaftet. Die eine jährliche Leistung zwischen 1 und 3 Tonnen Honig und ca. 40 kg Bienenwachs erbrachten. Im Imkereigebäude selbst befanden sich die Zuchtvölker und die Weiselzucht. Die Trachtvölker dienten in Verbindung mit einem Wanderwagen der Bestäubung landwirtschaftlicher und gärtnerischer Flächen.
Von 1990 bis 1996 erfolgte nur noch eine Teilzeitbewirtschaftung der Bienenvölker mit drastisch reduzierter Völkerzahl. Im Jahre 1996 wurde der Betrieb der Waldimkerei seitens der Landesforst eingestellt. In den Folgejahren waren nur noch wenige private Völker stationiert. Durch die fehlende Nutzung und Investition kam es zum langsamen Verfall der Anlage. Vor allem das Reetdach war wegen des Alters stark beschädigt und es gab einige kaputte Fenster.

## Sanierung
In einem Gemeinschaftsprojekt der Ostsee-Zeitung und des Forstamtes Poggendorf, unter Kooperation mit dem Imkerverein Miltzow-Horst wurde eine Finanzierungsmöglichkeit notwendiger Sanierungsarbeiten gesucht, um den weiteren Verfall oder den Abriss dieser einmaligen Waldimkerei abzuwenden.
Den finanziellen Grundstock bildete dabei die alljährliche Weihnachts-Spendenaktion der Ostsee-Zeitung „Helfen bringt Freude“. Im Dezember 2016 kam so mit Hilfe der Leser der Zeitung und einigen Unternehmen eine Spendensumme von rund 17.000 Euro zusammen. In etwa noch einmal die gleiche Summe investierte die Landesforst MV in die Instandsetzung.
Die Arbeiten begannen im Sommer 2017. Zunächst hat man das baufällige Reetdach entfernt und Teile des Dachstuhles erneuert. Es folgte eine Neueindeckung der Imkerei und des Nebengebäudes mit roten Bitumenschindeln. Weiterhin wurden kaputte Fenster ausgetauscht und die Elektrik am Standort erneuert. Es folgte eine Neuverkleidung der Räumlichkeiten.

## Nutzung
Das Gelände um die Waldimkerei wird mit seiner ruhigen Lage, einigen Sitzgelegenheiten und verschiedenen seltenen bzw. exotischen Baumarten gern von den Besuchern des Naturlehrpfades genutzt.
Nach Einrichtung eines sogenannten Grünen Klassenzimmers im Hauptgebäude mit Tischen, Sitzgelegenheiten und einigen Lehrmaterialien, wird es zu einem Teil für waldpädagogische Zwecke, Versammlungen und Exkursionen genutzt. Zum anderen wurde ein abgetrennter Bereich als Bienenstand zum Zwecke der Imkerei erhalten. Hier kann man emsiges Fluggeschehen beobachten und wenn sich die Gelegenheit bietet den Imker zu seiner Arbeit befragen. Der Naturlehrpfad besitzt auch zwei Schaukästen zum Thema Imkerei.
Im Bienenstand entsteht der Honig der Waldimkerei Bremerhagen, der im Waldladen auf dem Forsthof Neu Pudagla angeboten wird. Durch die günstige Lage und die Vielfalt in und um den Wald haben die Bienen eine große Auswahl an Trachtpflanzen. So können sie die Blütenpflanzen der angrenzenden Wiesen und Felder besuchen, aber auch der Wald bietet ein vielfältiges Nahrungsangebot. So finden sich viele Wildkirschen, Linden und Ahorne in den naturnahen Waldbeständen um die Imkerei. Hinzu kommt im Frühjahr eine Vielfalt an Frühblühern wie das Buschwindröschen, das Scharbockskraut und verschiedene Veilchen. Im Jahresverlauf kommen Brombeeren, Ebereschen, Efeu und andere Waldpflanzen die den Bienen als Nektar- und Pollenquellen dienen hinzu.